# Klein Agelo
Klein Agelo (52° 24′ N, 6° 54′ L) é uma cidade dos Países Baixos, na província de Overijssel. Klein Agelo pertence ao município de Dinkelland, e está situada a 10 km, a norte de Oldenzaal.
A área de Klein Agelo, que também inclui as partes periféricas da cidade, bem como a zona rural circundante, tem uma população estimada em 130 habitantes.